# L'Alfàs del Pi (kommun)
L'Alfàs del Pi är en kommun i Spanien.   Den ligger i provinsen Provincia de Alicante och regionen Valencia, i den östra delen av landet, 400 km sydost om huvudstaden Madrid. Antalet invånare är 21 964. Arean är 19,3 kvadratkilometer. L'Alfàs del Pi gränsar till Altea, Benidorm och La Nucia. 
Terrängen i L'Alfàs del Pi är platt norrut, men söderut är den kuperad.